# Metatacha excavata
Metatacha excavata är en fjärilsart som beskrevs av George Thomas Bethune-Baker 1909. Metatacha excavata ingår i släktet Metatacha och familjen nattflyn. Inga underarter finns listade i Catalogue of Life.